# Passalus catharinae
Passalus catharinae (лат.) — вид сахарных жуков рода Passalus из семейства пассалиды (Passalidae). Неотропика (Боливия, Santa Catharina, Chaco). Длина более 3 см (31,0—33,0 мм). Чёрные, блестящие. Отличается следующими признаками: вершина центрального бугорка головы слегка свободна (самый кончик не отделяется от лобных гребней и лобной области); антеннальная булава с 3 ламеллями. Крылья развиты (макроптерные). Передний край лица прямой или почти прямой, без вторичных медиально-фронтальных бугорков; центральный бугорок со свободной вершиной, сросшийся с лобными гребнями (подрод Pertinax). Максила с лациниями, двузубчатыми в апикальной трети. Медиобазальный участок ментума выступающий. Простернеллум ромбовидный.